# Ichigo Kurosaki
Pour les articles homonymes, voir Kurosaki.
Ichigo Kurosaki (黒崎 一護, Kurosaki Ichigo) est un personnage du manga Bleach de Tite Kubo. Il est le protagoniste principal de la série. Au début de la série, il est présenté comme un adolescent qui a la faculté exceptionnelle de distinguer les fantômes, puis sa vie basculera lorsqu'il rencontra Rukia Kuchiki qui lui donna ses pouvoirs de Shinigami afin de sauver sa famille d'un Hollow. Dès lors, il devra combattre les mauvais esprits, les hollows, pour protéger les gens et envoyer les bons esprits dans la Soul Society. On apprendra également qu'il est un Vizard et que par conséquent, il possède en lui un Hollow qu'il apprendra à contrôler.
Ichigo apparaît dans de nombreux autres supports de Bleach, notamment la série animée, les quatre films de la série, les deux animations vidéo originales, les comédies musicales rock, plusieurs jeux vidéo et des light novels.

## Création et conception
À l'origine, Ichigo Kurosaki n'a pas été le premier personnage créé par Tite Kubo. C'est Rukia Kuchiki qui a été conçue à la base de la série. Mais ce personnage ne lui convenant pas comme personnage principal de la série, il a ensuite créé Ichigo.
Tite Kubo considère Ichigo comme un personnage attentionné et prévenant, ce qui est une force mais aussi une faiblesse car il a tendance à se mettre dans de mauvaises situations pour protéger ses amis.
Le prénom Ichigo peut signifier fraise (strawberry en anglais, d'où les jeux de mots dans les titres de chapitres/volumes comme Death and strawberry le titre du tout premier chapitre) en japonais selon les caractères que l'on emploie pour l'écrire. Cela peut aussi signifier « un-cinq », d'où le panneau « 15 » sur la porte de sa chambre (mais quinze ne se traduit pas ichigo). Dans l'animé français, Ichigo explique que « Ichi, ça signifie 1, et go, ça veut dire protéger ! ». Son nom signifie donc « celui qui protège ».
La voix de Ichigo est réalisée par Masakazu Morita dans la version japonaise de l'anime, et par Yuki Matsuoka quand il est enfant. La version française est doublée par Vincent de Bouard.

## Profil

### Personnalité
Ichigo est un lycéen de 15 ans au début de la série et mesure 1,74 m, relativement brillant et sportif. Il a toujours été différent des autres, physiquement puisqu'il a naturellement les cheveux roux, mais aussi parce qu'il voit les fantômes. De caractère assez sombre, direct, voire rustre, Ichigo est très protecteur envers ses amis. Mais, parce qu'il a l'habitude de voir les fantômes et de devoir le cacher, il est assez réservé. Il a perdu sa mère étant jeune, et se sent responsable parce qu'elle est morte pour le protéger alors que lui essayait de « sauver » un fantôme qui n'en avait pas besoin. De ce drame, il ressent une certaine responsabilité envers ses sœurs, qu'il laisse dans l'ignorance des dangers qu'il court. Il a également beaucoup gagné en maturité et en autonomie depuis l'arrivée de Rukia.
Au lycée, ses camarades les plus proches sont Mizuiro Kojima, Keigo Asano, et surtout Yasutora Sado, son meilleur ami, qu'il appelle Chad. Sado répugnant à se battre, Ichigo l'a un jour défendu. Ils se sont par la suite juré mutuellement protection et soutien. Ichigo a également pour amies Tatsuki Arisawa et Orihime Inoue. La première est une lycéenne championne d'arts martiaux, la seconde est beaucoup plus timide, mais s’avérera suffisamment soucieuse de protéger son amie Tatsuki quand elle se découvrira des pouvoirs de défense et de guérison. Elle est aussi amoureuse d'Ichigo, mais ce dernier reste inconscient de l'intensité des sentiments d'Orihime pour lui. En cours, Ichigo se montre travailleur, sérieux et attentif, sachant que sa couleur de cheveux aurait pu lui donner une image de mauvais garçon s'il avait des mauvais résultats ; aussi, il fait tout pour avoir de bonnes notes afin que ses professeurs le laissent en paix.
Au cours du manga, il passe du statut d'ennemi de la Soul Society au statut de shinigami remplaçant reconnu comme tel. Il est difficile de juger de son statut parmi les Vizards. Sa puissance lui vaut le respect de la plupart des shinigami, particulièrement de la 11e division du Gotei 13, pour laquelle la puissance au combat est le seul critère de jugement et la 13e divisions. D'autres le voient avec dédain en tant qu'outsider de basse extraction.
Ichigo a en lui un Hollow qui est redoutable et agressif mais qui se révèle décisif pour certains combats (Ce hollow est une expérience de Sosuke Aizen stoppée par sa mère en le détruisant mais le hollow en question était « programmé » pour fusionner avec celui qui le détruirait ce qui lui a permis de protéger son futur mari Isshin Shiba qui était capitaine de la 10e division à l'époque et qui fut transmis à Ichigo durant sa conception). On ne le sait pas précisément mais le Hollow (issu de l'expérience d'Aizen) n'est peut être pas le seul Hollow d'Ichigo, il y a aussi celui qui s'est formé lorsqu'Ichigo a obtenu (grâce à Urahara) ses véritables pouvoirs de shinigami (bien qu'il soit également possible que ce soit le Hollow issu de l'expérience d'Aizen qui se soit manifesté à ce moment-là). Il est également possible qu'ils ont fusionné pour ne former qu'un seul. Donc c'est ce Hollow (soit issu de cette possible fusion soit simplement celui créé par Aizen) qui le protègera plusieurs fois dans la Soul Society (dans ses combats contre Ikkaku, Renji, Kenpachi) en générant un masque Hollow dont Ichigo ignore la provenance, ou encore contre Byakuya Kuchiki quand il prend partiellement possession d'Ichigo.

#### Relations avec les autres personnages
Ichigo a une relation importante, complexe et dynamique avec Rukia Kuchiki. C'est elle qui a changé son destin en lui prêtant ses pouvoirs. On remarque avec le temps, au fil des transformations, que le masque de ichigo change de forme Elle est la seule capable de raisonner Ichigo ou de lui remonter le moral, n'hésitant pas à utiliser la force pour arriver à ses fins. Tous deux sont très complices ; Rukia décidant, lors de son séjour sur Terre, de s'installer dans le placard d'Ichigo.
Orihime Inoue est une amie qu'il souhaite protéger, et qui a des sentiments forts pour Ichigo, bien que celui-ci ne semble pas le remarquer. Elle est une amie d'enfance d'Ichigo et ils sont dans la même classe au lycée Karakura. 
Ichigo a peu de bons amis, cependant, il tient en estime Yasutora Sado, qu'il surnomme « Chad », un camarade de classe, voire son meilleur ami, ainsi qu'un frère d'armes. Ichigo et lui ont fait la promesse de se protéger mutuellement, ayant en commun d'avoir un physique particulier qui leur a attiré la haine des autres (la rousseur de cheveux d'Ichigo, la grande taille et la couleur de peau de Sado). Kon compte également parmi les personnes en qui Ichigo a confiance, même si son manque de sérieux et son obsession pour les jolies filles l'agacent ; toutefois dans les situations critiques, celui-ci n'hésite pas à lui confier sa famille. Enfin, Urahara a été l'instructeur d'Ichigo et celui-ci en est fier et lui en est très reconnaissant car cela lui a permis d'être assez fort pour pénétrer dans la Soul Society afin de sauver Rukia.
En tant que combattant, Ichigo s'est fait plusieurs rivaux. Le premier est Uryū Ishida, qui affirme dans leur premier face-à-face qu'il compte tuer le jeune shinigami. Il est difficile de déterminer si Ishida est dans le camp des shinigami ou s'il suit ses propres desseins, étant donné que c'est un Quincy (bien qu'il aide les shinigami lors du sauvetage de Rukia et de celui d'Inoue). C'est un rival et un compagnon d'armes, Ichigo et lui se font mutuellement confiance malgré leur caractère quasiment opposé..
Parmi les shinigami, du fait de la relation particulière qu'il a avec Rukia, Ichigo fait face à Renji Abarai, ennemi pour Ichigo lorsqu'il est allé à Soul Society pour la première fois, et qu'il a dû combattre. Mais après avoir été vaincu, Renji comprend qu'ils avaient un but commun : empêcher l'exécution de Rukia. Ils ont par la suite cessé d'être des opposants pour combattre côte à côte.
Ichigo possède en lui un Hollow intérieur, un être enfoui en lui, et fait de ses sentiments les plus obscurs, les plus refoulés, telle sa velléité de combattre pour le combat, et non pour protéger quelqu'un dont la vie lui importe. Ichigo et son côté sombre entretiennent une relation assez particulière : selon le Hollow, ils tiennent des rôles distincts et liés : l'un des deux doit endosser le rôle de roi, et l'autre, inévitablement, doit devenir sa « monture », autrement dit, obéir à son roi et le laisser se servir de ses pouvoirs et de sa puissance. Le Hollow intérieur déclarera lors de son deuxième combat contre Ichigo : « Il ne peut y avoir qu'un roi et ce sera moi. » Il apparaît pour la première fois pour combattre Ichigo afin que celui-ci prouve sa valeur à Zangetsu, son Zanpakutō et prend possession du corps d'Ichigo, pour la première fois, pendant le combat contre Byakuya Kuchiki. Ichi parviendra à le maitriser grâce aux Vizards et n'hésitera pas à se servir de sa puissance contre les Espadas comme Grimmjow, l'espada no 6 ou Ulquiorra, l'espada no 4. Au terme de ce duel fratricide, le Hollow, qui se résigne à endosser le rôle de « monture », adresse toutefois un avertissement à Ichigo : « Bats-toi et deviens plus fort, jusqu'à ce que je me pointe à nouveau ! ». Et à la suite du combat extrêmement âpre contre Ulquiorra, qui voit Ichigo quasiment périr, le Hollow intervient et reprend la main, prenant ainsi la place de « roi » et sauvant Ichigo, qui ne doit la récupération de sa conscience qu'à un coup d'épée d'Ulquiorra qui brise son masque. Ichigo possède deux fois plus de reiatsu qu'un capitaine.

## Biographie fictive

### Un être humain capable de voir les fantômes
Ichigo est né le 15 juillet, 15 ans avant le début de la série et sa transformation en shinigami. Il est le fils d'Isshin Kurosaki et de Masaki Kurosaki. Ses sœurs Karin et Yuzu, fausses jumelles, sont nées quelques années plus tard. Cependant, il éprouve des difficultés à faire la différence entre les vivants et les fantômes, si bien qu'en tentant de sauver un fantôme, il tombe dans l'eau. Sa mère plonge à son tour et meurt. Ichigo croit durant de nombreuses années qu'elle meurt noyée par sa faute. Plus tard, il découvre en combattant Grand Hollow que ce dernier avait tendu un piège en se faisant passer pour un fantôme faible afin de trouver des êtres humains dotés de puissance spirituelle.
L'histoire de Bleach s'amorce avec la rencontre entre Rukia Kuchiki et Ichigo, et l'éveil des pouvoirs de shinigami de ce dernier. Ces pouvoirs, censés être temporaires, se révèlent définitifs. Ichigo va alors remplacer Rukia dans son « travail » de shinigami. Il s'occupera alors de combattre les hollows. Mais ce transfert de pouvoirs est interdit par les lois de la Soul Society et rapidement deux shinigami viennent chercher Rukia afin de la faire juger,. Ichigo, accompagné de ses amis, part alors la délivrer.

### Soul Society
Au fil du manga, Ichigo se fait également des amis parmi les shinigami de la Soul Society. D'abord ennemi de Renji Abarai, qui l'accuse d'avoir mis en danger la vie de Rukia en l'encourageant à des actes illégaux, ils finissent par devenir amis par leur souci commun de Rukia. Elle-même devient l'amie de Ichigo. On en apprend également de plus en plus sur ses pouvoirs. Au départ, Ichigo utilise les pouvoirs que Rukia lui a transmis. Par la suite, on découvre qu'il a lui-même des pouvoirs de shinigami, éveillés par Kisuke Urahara. Au fur et à mesure, cependant, certains détails laissent entendre une certaine dualité du pouvoir de Ichigo : il dispose de pouvoirs de hollow en plus de ses talents de shinigami. Ainsi, à plusieurs occasions en situation de crise, un masque commence à recouvrir son visage, et une autre facette de sa personnalité, plus féroce, voire cruelle, se manifeste pour sauver sa vie.
Il apprend, à l'occasion de sa rencontre avec les vizards, qu'il doit maîtriser son hollow intérieur pour accéder consciemment à ses pouvoirs (dont l'origine est relativement incertaine). Cependant, et contrairement à la plupart des shinigami, Ichigo ne maîtrise aucune technique de kidō (nécromancie), qui d'habitude s'apprend à l'académie spirituelle. Il est par ailleurs incapable de cacher ou de contrôler son aura spirituelle, ce qui d'une part le rend très repérable, et d'autre part contribue probablement à éveiller les capacités spirituelles de ceux qui le côtoient (Orihime, Chad, Mizuhiro, Keigo et Tatsuki deviennent tous capables de voir le monde spirituel à son contact, les deux premiers se découvrent même des talents en ce domaine). Sa capacité la plus caractéristique est sa rapidité d'apprentissage : en quelques jours il devient capable de battre un lieutenant du Gotei 13 et de faire match nul avec un capitaine, il acquiert le bankai en moins de trois jours et bat un capitaine, puis maîtrise son hollow et bat Grimmjow Jaggerjack, un Espada. Selon Sosuke Aizen, cette rapide évolution s'explique en partie par le fait qu'il est manipulé par les événements qui placent les bons adversaires au bon moment sur sa route pour accélérer sa progression afin de faire progresser ces recherches.
Il possède par ailleurs sa propre resurección, forme évoluée des Arrancars, équivalent à un bankai pour les shinigami, combinée à son bankai, elle le rend particulièrement puissant, mais aussi incontrôlable : lors de son combat contre Ulquiorra, il est laissé pour mort, et c'est un appel d'Orihime qui le fait réagir, déclenchant la resurreción. Presque revenu d'entre les morts, il n'a aucun mal à éliminer Ulquiorra, mais il ne distingue plus ses amis de ses ennemis et s'en prend à Uryū, c'est une ultime intervention de Ulquiorra (qui lui brise une de ses cornes alors qu'il crée un cero) qui lui fait quitter cet état de resurección pour redevenir humain. Ulquiorra disparaît bien qu'il demande à Ichigo de le tuer car le combat ne durera pas éternellement, étant donné que ses forces l'abandonnent, ce que Ichigo refuse.
Dans la suite de l'histoire, Ichigo semble déstabilisé, sa resurección semble avoir altérée d'une manière encore inconnue ses pouvoirs de Vizard, son masque lui semble « plus lourd », et il échoue une fois dans sa tentative de faire appel à son Hollow, dont il n'a d'ailleurs pas réutilisé sérieusement les pouvoirs depuis son combat contre Ulquiorra (faute d'ennemis).
À son retour au monde réel, les capitaines du Gotei 13 assiègent Aizen en espérant qu'Ichigo trouve une faille pour tuer ce dernier mais en vain. Un peu plus tard, lorsque Aizen part pour la vraie Karakura après avoir vaincu presque tous les capitaines et Vizards, Ichigo rentre alors dans son monde intérieur pour y apprendre l'« Ultime Getsuga Tensho ». Mais une fois dedans il arrive face à un Zangetsu jeune, de plus son hollow intérieur revient sous sa dernière forme (celle avec un masque à cornes). Une fois ressorti, il défie Aizen. On s'aperçoit que son bankai s'est légèrement modifié, un gantelet recouvre sa main et l'unit au zanpakutō et la chaîne du manche recouvre tout le bras d'Ichigo. Revenant de son entraînementavec son père dans le "dengai", Ichigo détenant un nouvel ordre de puissance arrive face à Aizen. Celui-ci émet d'abord l'hypothèse qu'Ichigo a raté son évolution puis, devant l'énorme force qu'il déploie, comprend en fait que son reiatsu est réparti dans ses membres et renforce incroyablement ses capacités physiques... Mais il n'en est rien, Il s'avére juste qu'Aizen est incapable de ressentir son reiatsu car Ichigo aurait atteint une nouvelle dimension de puissance, rendant son énergie spirituelle indétectable par les êtres n'en faisant pas partie.
Voulant en finir face à Aizen, Ichigo décide d'utiliser la technique de "l'ultime Getsuga Tensho". Utilisant sous cette forme le " Mugetsu", Ichigo détruit en partie Aizen mais celui-ci grâce au Hogyoku se régénere. Après l'utilisation de "l'ultime Getsuga Tensho " face à Aizen, Ichigo perd ses pouvoirs.
Ce n'est que plusieurs mois après, qu'il apprendra à les retrouver auprès des fullbringers, un groupe d'humains évolués capables de manipuler l'âme des objets ; grâce à eux, Ichigo utilisera son badge de shinigami remplaçant pour se réapproprier des pouvoirs semblables à ceux qu'il avait en tant que shinigami. Cette aide n'était qu'une ruse pour s'approprier le fullbring d'Ichigo, qui parvient cependant à retrouver ses pleins pouvoirs de shinigami de la même façon qu'il les a obtenus la première fois : par un coup de zanpakutō de Rukia dans le cœur, mais un zanpakutō spécial conçu par Urahara et contenant une partie de l'énergie de Rukia, Madarame, Renji, Kenpachi, Hitsugaya, Byakuya Kuchiki, Genryuusai Yamamoto, tous les vice-capitaines et capitaines de la Soul Society.

## Capacités
Au cours de l'intrigue, Ichigo se découvre plusieurs pouvoirs tirés de sa puissance spirituelle et son aisance à l'utiliser.

### Capacités deshinigami
- Zanpakutô : Zangetsu (残月?, La Lune tranchante)
  - Shikai :
  - Zangetsu (残月?, La Lune tranchante) (constamment en shikai)

Le zanpakutô de Ichigo s'appelle Zangetsu, et depuis son éveil n'a pas de forme scellée ; en effet, celle-ci a été détruite par Byakuya Kuchiki, puis Kisuke Urahara. Il est constamment sous la forme shikai et ressemble à un immense couteau de boucher sans garde, avec en guise de fourreau un long ruban autour de la lame qui se déroule lorsque Ichigo en a besoin.
L'attaque spéciale de son zanpakuto en Shikai est le Getsuga Tensho (Croc lunaire qui fend les cieux). Cette technique concentre le reiatsu d'Ichigo dans la lame du zanpakutô et la convertit en vague d'énergie bleue tranchante, la puissance de l'attaque dépendant de l'énergie stockée.
- Bankai :
  - Tensa Zangetsu (天鎖斬月?, La Lune tranchante des Chaînes Célestes)

Lors du bankai, la lame devient noire et prend la forme d'un nodachi noir, avec une chaîne au pommeau qui remplace le ruban et une garde en forme de svastika.
La capacité spéciale du bankai d'Ichigo est de concentrer la puissance du bankai en une forme réduite, permettant d'accroitre la vitesse.
Son shihakushou (uniforme des shinigami) est un élément qui se modifie lorsqu'il utilise le bankai. On apprend quand il est dans le Garganta avec Unohana que lorsqu'il est en bankai, son shihakushou montre son niveau de reiatsu.
- Le Getsuga Tenshō (月牙天衝, Le Croc Lunaire qui tranche les cieux)

Le Getsuga Tensho est utilisé par Ichigo en bankai. Mais il est alors d'une puissance accrue et prend une teinte noir, d'où l'appellation Kuroi Getsuga Tensho lors de sa première utilisation lors du combat face à Kuchiki Byakuya.
À la suite de son entraînement visant à maîtriser l'Ultime Getsuga Tensho, l'aspect du bankai d'Ichigo évolue comme décrit plus haut, il a une chaîne qui recouvre son bras et l'unit à son zanpakuto, il a un gantelet noir qui recouvre de sa main jusqu'au milieu de son avant-bras et sa garde devient plus longue et allongée. Sous cette forme, Ichigo atteint une autre dimension de puissance.
- Le Saigō no Getsuga Tenshô (最後の月牙天衝, Le Croc Lunaire Ultime qui tranche les cieux)

Ichigo devient le Getsuga, fusionnant avec son pouvoir. Son apparence physique se modifie : ses cheveux deviennent plus longs et noirs et son corps se recouvre de plaques sur le côté droit et de tatouage sur le côté gauche,ses yeux deviennent d'une couleur rouge.
- Le Mugetsu (無月, La nuit sans Lune).

Cette technique, la seule ayant été vue lors de la forme de l'Ultime Getsuga Tensho d'Ichigo, libère une énorme quantité de reiatsu qui envahit le ciel qui devient totalement noir, comme son nom l'indique, puis toute cette masse d'énergie s'abat sur l'adversaire avec une énorme puissance. Cette attaque redoutable n'a pu être utilisée qu'une seule fois lors du combat contre Aizen, car son utilisation a pour effet d’annihiler les pouvoirs de shinigami d'Ichigo. Par conséquent, ce fut la dernière technique utilisée par Ichigo en tant que shinigami, d'où l'appellation de Getsuga Tenshô Ultime.
Dans le chapitre 423, Ichigo perd ses pouvoirs de shinigami et sa capacité à ressentir le reiatsu. Il les retrouvera grâce à Rukia dans le chapitre 459. En effet celle-ci transperce Ichigo grâce à une épée conçue par Kisuke Urahara et contenant une partie du reiatsu de la part de tous les des capitaines et vice-capitaines du Gotei 13. Sur ordre du Capitaine de la 1re division, il a été décidé de restituer les pouvoirs d'Ichigo pour le remercier du sauvetage de la Soul Society, ainsi que pour combattre la menace de Kugo Ginjo.
- Shikai post-ellipse

Dans le chapitre 459, lorsque Ichigo retrouve ses pouvoirs, on remarque que le shikai de Zangetsu a changé : sa forme de grand couteau de boucher pointu a été stylisée : le bout de la lame est incurvé comme une griffe, et la protubérance à la base de la lame également. La poignée de ce nouveau Zangetsu est sans ruban, comme la poignée d'un sabre japonais normal ; et un petit morceau de chaine semblable à son ancien bankai pend au bout de cette poignée. Sa technique spéciale reste le Gestuga Tensho".
- Bankai post-ellipse

Ichigo montre rapidement qu'il a retrouvé la maîtrise du bankai, qui lui aussi a évolué : plus long qu'avant, manifestant sur la partie non tranchante de la lame trois petites protubérances en formes de griffes. La garde est plus large et les branches sont désormais rondes et ressemblent moins à la svastika traditionnelle. La chaîne de son bankai est toujours lié à son bras, on le remarque bien dans les premières pages du chapitre : The Lost.
Son shihakushou se modifie toujours lors du bankai mais présente des différences par rapport à l'ancien bankai : le shihakusou est fermé par des bandes croisées. Un protège-cou apparait sur le cou d'Ichigo, les manches de sa tenue se prolongent en gants.
On apprend dans le chapitre 539 qu'il va devoir "dire au revoir à Zangetsu". Puis dans le chapitre 542, Zangetsu est reforgé, mais cette fois-ci sous sa vraie forme. Durant la forge de son nouveau zanpakutō, Ichigo décide de ne pas se séparer totalement de Zangetsu et divise donc le métal en fusion en 2 parties, permettant la forge d'un tout nouveau zanpakutō double (le 3eme). Il possède alors une grandelame entièrement noire avec simplement une poignée taillée dedans pour la tenir destinée à l'attaque, et une autre épée identique quoique plus petite destinée à la défense. Utilisées ensemble, les deux épées produisent le Getsuga Juujisho, qui est tout simplement un Getsuga Tensho en forme de croix.

### Capacités deQuincy
- Blut Vene

Dans le chapitre 513, Juha Bach tente d'égorger Ichigo pour le mettre hors d'état de nuire mais sa lame est contrée par le Blut Vene d'Ichigo.
De plus dans le chapitre 528, le père d'Ichigo lui dit que sa mère était une Quincy. Dans le chapitre 540, il est révélé que Zangetsu n'est pas son pouvoir de shinigami mais celui de Quincy (d’où la ressemblance avec Juha Bach) par ailleurs depuis le début du manga son Hollow a fusionné avec ses pouvoirs de shinigami.

### Capacités de Vizard
- Hollowfication

Le masque évolue au fil du manga mais reste cependant sensiblement le même : blanc et marqué de traits rouges, d'abord de plusieurs situés sur le côté gauche du masque (ses traits grossissent au fil du manga) devenant par la suite deux traits verticaux. Les yeux d'Ichigo lors de son utilisation prennent une couleur noire, l'iris se colore en jaune.
Il apporte un regain de puissance, améliorant les capacités physiques d'Ichigo. Friable, il peut être brisé.
- Resurección, le Vasto Lorde

Ichigo semble posséder une resurección (lors de son combat face à Ulquiorra, et lors du film 4 Hell Verse), activé par un sentiment de rage ou de désespoir. Le roi devenant la monture, c'est le Hollow intérieur qui possède et devient maître du corps. Mû par des bas instincts et par une puissance effrayante. Sous cette forme, Ichigo voit ses cheveux poussés, un trou de hollow apparaissant au niveau de sa poitrine, celui-ci étant recouvert de tatouages et présentant au niveau des poignets ainsi qu'au cou une sorte de fourrure. Ses pieds et ses mains prennent un aspect terrifiant, ils sont surmontés de griffes et il perd toute capacité à comprendre les mots qu'il entend et il a aussi d'énorme difficulté à parler. Le masque évolue lui aussi : deux traits verticaux apparaissent et deux cornes surmontent le masque. Sous cette forme il est si puissant qu'il bat Ulquiorra en Resurección, pourtant dans la Seccuendo Etapa sans même s'essouffler ni recevoir aucun dégâts (hormis lorsque Ulquiorra lui coupe une corne en le prenant par surprise pour l'empêcher d'achever Ishida). Ce qui met fin à la Resurección, celle-ci étant trop instable.
Lors de cette Resurección, Ichigo utilise le Sonido et le Cero d'une haute puissance ainsi que la régénération accélérée comme un véritable Hollow.
Ichigo est incontrôlable sous cette forme et peut s'en prendre même à ses propres amis, mais sa volonté de protéger les autres, empêche le Hollow d'attaquer certaines personnes (ex: Inoue Orihime lors du combat contre Ulquiorra, et Yuzu Kurosaki lors du film 4 "Hell Verse").

### Capacités defullbringer
- Fullbring : Nom Inconnu (?)

Le Fullbring d'Ichigo provient de son badge de Shinigami remplaçant. Il se développe progressivement, d'abord sous la forme de la garde de Tensa Zangetsu puis l'enveloppe complètement pour lui donner l'apparence d'un Shinigami. Son Fullbring serait de type corporel et lui permet de retrouver des capacités de combat proches de celles d'un Shinigami. Il se fait voler ce pouvoir par les fullbringers Tsukishima et Ginjo. Mais ils fusionneront avec ses nouveaux pouvoirs de shinigami nouvellement acquis grâce à tous les capitaines et vices-capitaines, qui se révèlent être ses pouvoirs de Hollows auxquels il avait accès grâce à Zangetsu (son pouvoir de Quincy, ayant l'apparence de Juha Bach il y a 1000 ans, qui l'empêchait d'utiliser ses vrais pouvoirs de shinigami, son double zanpakuto).

## Réception critique
Au sein des lecteurs japonais de Bleach, Ichigo est très populaire, étant toujours dans le top 5 de popularité des personnages de la série du manga Weekly Shōnen Jump. Il a longtemps occupé la première place, tombant à la 3e place au début 2008,. Son zanpakutō, Zangetsu, a également atteint le 3e rang dans le top de popularité des zanpakutō. Son personnage apparait dans le top 2007 du magazine japonais Newtype, le plaçant parmi les meilleurs personnages masculins d'anime. Dans l'édition 2008 des Society for the Promotion of Japanese Animation Awards, Ichigo est désigné 3e meilleur personnage masculin. Le distributeur de musique japonais Recochoku a fait deux enquêtes annuelles sur quels personnages d'anime avec qui les gens aimeraient se marier. Ichigo s'est classé dixième dans la catégorie « Le personnage dont je veux en faire mon groom » de l'enquête de 2008 et huitième en 2009 dans la même catégorie.
Wizard Entertainment a choisi Ichigo comme meilleur héros de 2007, remarquant qu'il ne cherche pas à être un héros dans le sens qu'il se bat dans le seul but de protéger ses amis ou de rembourser une dette. Il est aussi 20e du Top 25 Anime Characters of All Time du site IGN grâce notamment à des commentaires sur son allure et sa personnalité. 
Ichigo apparait également deux fois dans les classements de Anime Grand Prix, il est classé parmi les personnages masculins d'anime les plus populaires,. Aux premiers Seiyu Awards de mars 2007, Masakazu Morita a remporté la catégorie Best Rookie Actor pour son doublage de Ichigo Kurosaki. Le travail du doubleur anglais d'Ichigo, Johnny Yong Bosch, a été salué par Anime News Network (ANN), en comparant ses performances avec celui de Morita.
Diverses marchandises basées sur l'apparence d'Ichigo ont été créés, comme des figurines, des peluches, et des porte-clés. De même, avec la progression de la série, des répliques du zanpakutō et de son bankai ont été produites et commercialisées pour les collectionneurs et les fans.
Plusieurs publications de manga, anime, jeux vidéo, et d'autres médias connexes ont fait de bonnes critiques du caractère d'Ichigo. L'examinateur de Mania Entertainment Chris Beveridge a commenté que l'histoire d'Ichigo sur la façon dont il devient un shinigami dans la série aurait pu être « évidente », mais c'est évité par la façon dont Ichigo tente d'échapper à son rôle. En outre, il a indiqué que Ichigo vit des « moments difficiles », lors des combats avec des hollows ou pour le contrôle de son zanpakutō, faisant de lui une personne plus normale. Melissa Harper de ANN a fait remarquer que les premiers actes de rébellion d'Ichigo en font presque un stéréotype d'anti-héros, mais note qu'il s'avère vite être un personnage plus complexe avec un lourd passé. Charles Solomon du 
Los Angeles Times ajoute qu'Ichigo a peu en commun avec d'autres protagonistes de la série en raison de sa mauvaise humeur et de sa tendance à se battre. Toutefois, il a ajouté que les lecteurs de la série « aiment » quand même Ichigo. Charles White d'IGN distingue le combat entre Ichigo et Byakuya Kuchiki, le qualifie d'un des meilleurs combats de la série Bleach, et plus tard Ramsey Isler complimente à son tour à la fois la conception et le doublage du hollow intérieur d'Ichigo. Le développement d'Ichigo au cours de l'arc narratif dans lequel il surgit pour sauver Rukia Kuchiki de son exécution a été salué par Theron Martin d'ANN avec les scènes où il parvient à arrêter son exécution et la libération de son bankai comme l'un des « moments éminemment marquants dans la série ». Corrina Lawson de Wired News a déclaré qu'elle aimait le grand sentiment de la responsabilité d'Ichigo, et a commenté qu'il était l'une des raisons à la popularité de la série.

### Sources primaires
1. 1 2 3 4  Tite Kubo (trad. Kodachiko Kureru), Bleach 1 : The Death and the strawberry, Glénat, coll. « Shônen / Bleach », juillet 2003, 192 p., Tankōbon / 115x180mm (ISBN 2-7234-4227-6 et 978-2-7234-4227-5, présentation en ligne)
2. ↑  Tite Kubo (trad. Kodachiko Kureru), Bleach 3 : Memories in the rain, Glénat, coll. « Shônen / Bleach », novembre 2003, 192 p., Tankōbon / 115x180mm (ISBN 2-7234-4229-2 et 978-2-7234-4229-9, présentation en ligne)
3. 1 2  Tite Kubo (trad. Kodachiko Kureru), Bleach 5 : Rightarm of the giant, Glénat, coll. « Shônen / Bleach », avril 2004, 192 p., Tankōbon / 115x180mm (ISBN 2-7234-4608-5 et 978-2-7234-4608-2, présentation en ligne)
4. 1 2  Tite Kubo (trad. Kodachiko Kureru), Bleach 6 : The Death trilogy Overture, Glénat, coll. « Shônen / Bleach », juin 2004, 192 p., Tankōbon / 115x180mm (ISBN 2-7234-4629-8 et 978-2-7234-4629-7, présentation en ligne)
5. 1 2  Tite Kubo (trad. Kodachiko Kureru), Bleach 7 : The Broken Coda, Glénat, coll. « Shônen / Bleach », septembre 2004, 192 p., Tankōbon / 115x180mm (ISBN 2-7234-4811-8 et 978-2-7234-4811-6, présentation en ligne)
6. ↑  Tite Kubo (trad. Kodachiko Kureru), Bleach 8 : The Blade and me, Glénat, coll. « Shônen / Bleach », novembre 2004, 208 p., Tankōbon / 115x180mm (ISBN 2-7234-4850-9 et 978-2-7234-4850-5, présentation en ligne)
7. 1 2  Tite Kubo (trad. Kodachiko Kureru), Bleach 19 : The Black Moon Rising, Glénat, coll. « Shônen / Bleach », novembre 2006, Tankōbon / 115x180mm (ISBN 2-7234-5596-3 et 978-2-7234-5596-1, présentation en ligne)
8. ↑  Tite Kubo (trad. Kodachiko Kureru), Bleach 11 : A Star and a stray dog, Glénat, coll. « Shônen / Bleach », juin 2005, 208 p., Tankōbon / 115x180mm (ISBN 2-7234-5129-1 et 978-2-7234-5129-1, présentation en ligne)

### Autres références
- (en) Cet article est partiellement ou en totalité issu de l’article de Wikipédia en anglais intitulé « Ichigo Kurosaki » (voir la liste des auteurs).

1. 1 2  (en) « Interview de Tite Kubo » à l'occasion du 40e anniversaire du Weekly Shonen Jump
2. 1 2  « Les Seiyû/Doubleurs », sur bleach-source.net (consulté le 28 avril 2011).
3. ↑  Tite Kubo (trad. du japonais), Bleach, t. 12, Grenoble, Glénat, août 2005, 192 p. (ISBN 2-7234-5130-5, BNF 40080101), chap. 107
4. ↑  Tite Kubo (trad. du japonais), Bleach, t. 4, Grenoble, Glénat, février 2004, 188 p. (ISBN 2-7234-4569-0, BNF 39165664), chap. 34, p. 175-178
5. ↑  Handa et Komen 2007, p. 60.
6. ↑  Chapitres 418 à 421
7. ↑  Tite Kubo (trad. du japonais), Bleach, t. 24, Grenoble, Glénat, novembre 2007, 173 p. (ISBN 978-2-7234-5953-2), chap. 209, p. 2-3
8. ↑  Tite Kubo (trad. du japonais), Bleach : Character Poll, t. 35, Grenoble, Glénat, février 2010, 185 p. (ISBN 978-2-7234-7264-7), chap. 307, p. 1-2
9. ↑  (en) « NT Research », Newtype, Kadokawa Shoten, vol. 6, no 5,‎ mai 2007
10. ↑  (en) « Society For The Promotion Of Japanese Animation Announces SPJA Industry Award Finalists At Tokyo International Anime Fair », sur comipress.com, Comipress.com, 27 mars 2008 (consulté le 29 avril 2011).
11. ↑  (en) « Survey: K-ON's Mio, Reborn's Hibari are #1 Bride, Groom », sur animenewsnetwork.cc, Anime News Network, 12 décembre 2009 (consulté le 29 avril 2011).
12. ↑  (en) « BEST OF 2007: BEST HERO—ICHIGO KUROSAKI », Wizard Entertainment, 30 juin 2008.
13. ↑  (en) Chris Mackenzie, « Top 25 Anime Characters of All Time », sur movies.ign.com, IGN, 20 octobre 2009 (consulté le 29 avril 2011).
14. ↑  (ja) « 第28回アニメグランプリ　［2006年6月号］（現在位置) »(Archive.org • Wikiwix • Archive.is • Google • Que faire ?), sur animage.jp, Animage (consulté le 29 avril 2011).
15. ↑  (ja) « 第27回アニメグランプリ　［2005年6月号］（現在位置) »(Archive.org • Wikiwix • Archive.is • Google • Que faire ?), sur animage.jp, Animage (consulté le 29 avril 2011).
16. ↑  (en) « News: Results of Japan's First Ever Seiyuu Awards Announced », sur animenewsnetwork.cc, 5 mars 2007 (consulté le 29 avril 2011).
17. ↑  (en) Chris Beveridge, « Bleach Box Set 1 », sur mania.com, Mania Entertainment, 30 octobre 2007 (consulté le 29 avril 2011).
18. ↑  (en) Melissa Harper, « Bleach DVD 1 - Review », sur animenewsnetwork.cc, Anime News Network, 22 janvier 2007 (consulté le 29 avril 2011).
19. ↑  (en) Charles Solomo, « A sword-swinging manga with lots of souls », Los Angeles Times,‎ 28 août 2008 (lire en ligne)
20. ↑  (en) Charles White, « Bleach: "Conclusion of the Death Match! White Pride and Black Desire" Review », sur tv.ign.com, IGN, 16 avril 2008 (consulté le 29 avril 2011).
21. ↑  (en) Ramsey Isler, « Bleach: "Ichigo vs. Dalk! Appearance of the Faded Darkness" Review », sur tv.ign.com, IGN, 16 avril 2008 (consulté le 29 avril 2011).
22. ↑  (en) Theron Martin, « Bleach DVD - Season 3 Uncut Box Set », Anime News Network, 3 septembre 2009 (consulté le 29 avril 2011).
23. ↑  (en) Corrina Lawson, « Comics Spotlight on: Bleach », sur wired.com, Wired News, 24 mars 2010 (consulté le 29 avril 2011).